# Brachyglossina
Brachyglossina là một chi bướm đêm thuộc họ Geometridae.

## Các loài
- Brachyglossina chaspia Brandt, 1938
- Brachyglossina hispanaria